# Акведукт
Акведукт или аквадукт је архитектонски израз за канал који служи за спровођење воде са једног места на друго. Реч „акведукт“ је изведена од латинских речи „аква“ (aqua) што значи „вода“ и „дуцере“ (ducere) што значи „водити“ или „спроводити“. Акведукт може бити подземни канал или над земљом издигнут на аркадама намењеним за спровод воде од једног места до другог. Међу римским акведуктима најчувенији су у Шпанији, акведукт Сеговије и у Француској Пон ди Гар. Слични су вијадуктима, само што преко њих иде вода, а не пут или пруга.
У савременом инжењерству, термин аквадукт се користи за било који систем цеви, јаркова, канала, тунела и других објеката који се користе у ту сврху. Термин аквадукт се такође често посебно односи на мост који носи вештачки водоток. Аквадукти су коришћени у старој Грчкој, старом Египту и старом Риму. Најједноставнији аквадукти су мали ровови урезани у земљу. У савременим аквадуктима могу се користити много већи канали. Аквадукти понекад пролазе део или цео свој пут кроз тунеле изграђене под земљом. Модерни аквадукти такође могу користити цевоводе. Историјски гледано, пољопривредна друштва су изградила аквадукте за наводњавање усева и снабдевање великих градова водом за пиће.

## Древни аквадукти
Иако су посебно повезани са Римљанима, аквадукти су осмишљени много раније у Грчкој, на Блиском истоку, у долини Нила и на Индијском потконтиненту, где су народи као што су Египћани и Харапани изградили софистициране системе за наводњавање. Аквадукти у римском стилу коришћени су још у 7. веку пре нове ере, када су Асирци изградили 80 km дугачак аквадукт од кречњака, који је укључивао део висок 10 m за прелазак 300 m широке долине, за пренос воде до свог главног града, Ниниве.

### Крит
Иако су посебно повезани са Римљанима, аквадукте су вероватно први користили Минојци око 2000. године пре нове ере. Минојци су развили тада изузетно напредан систем за наводњавање, укључујући неколико аквадукта.

### Индија
Верује се да Индијски потконтинент има неке од најранијих аквадукта. Докази се могу наћи на локалитетима данашњег Хампија у Карнатаки. Масивни аквадукти у близини реке Тунгабадра који су снабдевали водом за наводњавање некада су били дуги 15 mi (24 km). Водени путеви су снабдевали водом краљевске каде.

### Јужна Америка
У близини перуанског града Наска изграђен је древни претколумбијски систем аквадукта под називом Пукиос који се и данас користи. Они су били направљени од сложено постављеног камења, грађевинског материјала који је нашироко користила култура Наска. Још увек се расправља о временском периоду у којем су изграђени, али неки докази подржавају око 540–552. године, као одговор на периоде суше у региону.
Национални монумент Костарике Гуава, парк је који покрива највеће археолошко налазиште у земљи, садржи систем аквадукта. Сложена мрежа непокривених и покривених аквадукта и даље добро функционише. Аквадукти су изграђени од заобљеног речног камења, који је углавном направљено од вулканских стена. Цивилизација која је изградила систем аквадукта остаје мистерија за археологе; Сумња се да су Гуавски аквадукти били на месту древног културног састајања Астека, Маја и Инка.

## Модерни аквадукти
Модерни аквадукти су централни део инфраструктуре за дистрибуцију воде у многим земљама.
У Шпанији, систем аквадукта Тагус-Сегура за пренос воде отворен је 1979. године и транспортује воду 286 km (178 mi) од севера ка југу.

## Дизајн

### Отворени канали
Најједноставнији аквадукти су мали ровови урезани у земљу. Много већи канали се могу користити у модерним аквадуктима, на пример пројекат Централне Аризоне користи канале ширине 7,3 m (24 ft). Главни фактор у дизајну свих отворених канала је њихов градијент. Већи градијент омогућава мањем каналу да носи исту количину воде као већи канал са нижим градијентом, али повећава потенцијал воде да оштети структуру аквадукта. Типичан римски аквадукт имао је нагиб од око 1:4800.